# جلادستون
جلادستون مدينة في شاطئ شمالي وسط كوينزلاند، باستراليا، تقع في منطقة ميناء بورت كيرتس . يبلغ عدد سكانها 205. 24 نسمة . أصبح الميناء مركزا مهما لتصدير القمبح والسرجوم والفحم الحجري، ومخلفات صهر المعادن والألومنيوم والألومينا، وذلك لاحتوائه على المعدات الحديتة التي أقيمت لمعالجة الأحمال الضخمة . وهناك مصفاة وصاهرات معادن تستخدم البوكسيت من مستودعات ويب في كيب يورك لإنتاج الألومينا والألومنيوم . وهنالك محطة طاقة تستخدم الفحم الحجري
في كوينزلاند الوسطى توفر تقريبا نصف احتياجات الولاية من الكهرباء.

## المناخ
يظهر الجدول التالي التغييرات المناخية على مدار السنة لجلادستون:
| البيانات المناخية لـجلادستون             | البيانات المناخية لـجلادستون | البيانات المناخية لـجلادستون | البيانات المناخية لـجلادستون | البيانات المناخية لـجلادستون | البيانات المناخية لـجلادستون | البيانات المناخية لـجلادستون | البيانات المناخية لـجلادستون | البيانات المناخية لـجلادستون | البيانات المناخية لـجلادستون | البيانات المناخية لـجلادستون | البيانات المناخية لـجلادستون | البيانات المناخية لـجلادستون | البيانات المناخية لـجلادستون |
| الشهر                                    | يناير                        | فبراير                       | مارس                         | أبريل                        | مايو                         | يونيو                        | يوليو                        | أغسطس                        | سبتمبر                       | أكتوبر                       | نوفمبر                       | ديسمبر                       | المعدل السنوي                |
| ---------------------------------------- | ---------------------------- | ---------------------------- | ---------------------------- | ---------------------------- | ---------------------------- | ---------------------------- | ---------------------------- | ---------------------------- | ---------------------------- | ---------------------------- | ---------------------------- | ---------------------------- | ---------------------------- |
| الدرجة القصوى °م (°ف)                    | 38.3 (100.9)                 | 40.1 (104.2)                 | 42.0 (107.6)                 | 34.4 (93.9)                  | 31.3 (88.3)                  | 29.7 (85.5)                  | 29.4 (84.9)                  | 31.6 (88.9)                  | 33.8 (92.8)                  | 40.0 (104.0)                 | 40.1 (104.2)                 | 39.8 (103.6)                 | 45.1 (113.2)                 |
| متوسط درجة الحرارة الكبرى °م (°ف)        | 31.2 (88.2)                  | 30.9 (87.6)                  | 30.2 (86.4)                  | 28.4 (83.1)                  | 25.7 (78.3)                  | 23.2 (73.8)                  | 22.8 (73.0)                  | 24.0 (75.2)                  | 26.4 (79.5)                  | 28.4 (83.1)                  | 29.9 (85.8)                  | 31.0 (87.8)                  | 27.7 (81.9)                  |
| متوسط درجة الحرارة الصغرى °م (°ف)        | 22.5 (72.5)                  | 22.4 (72.3)                  | 21.5 (70.7)                  | 19.6 (67.3)                  | 17.0 (62.6)                  | 14.3 (57.7)                  | 13.3 (55.9)                  | 14.2 (57.6)                  | 16.4 (61.5)                  | 18.7 (65.7)                  | 20.5 (68.9)                  | 21.9 (71.4)                  | 18.5 (65.3)                  |
| أدنى درجة حرارة °م (°ف)                  | 12.8 (55.0)                  | 17.2 (63.0)                  | 16.2 (61.2)                  | 11.0 (51.8)                  | 8.5 (47.3)                   | 6.1 (43.0)                   | 4.4 (39.9)                   | 4.7 (40.5)                   | 9.6 (49.3)                   | 10.9 (51.6)                  | 14.7 (58.5)                  | 12.4 (54.3)                  | 4.4 (39.9)                   |
| الهطول مم (إنش)                          | 143.4 (5.65)                 | 143.4 (5.65)                 | 82.6 (3.25)                  | 46.2 (1.82)                  | 60.5 (2.38)                  | 39.4 (1.55)                  | 35.2 (1.39)                  | 32.4 (1.28)                  | 26.5 (1.04)                  | 62.3 (2.45)                  | 74.2 (2.92)                  | 128.8 (5.07)                 | 880.0 (34.65)                |
| المصدر: Australian Bureau of Meteorology |                              |                              |                              |                              |                              |                              |                              |                              |                              |                              |                              |                              |                              |

## معرض صور

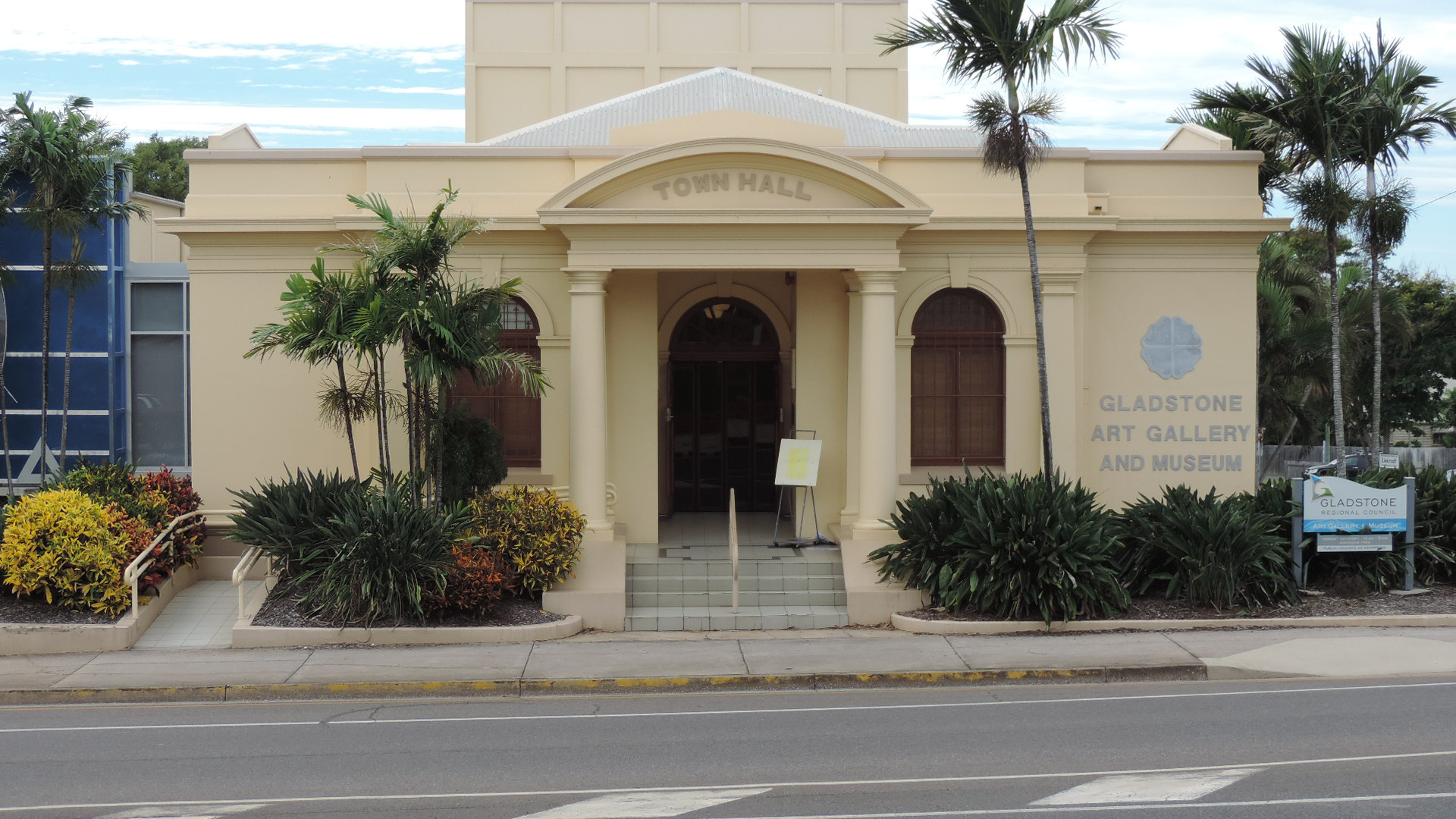
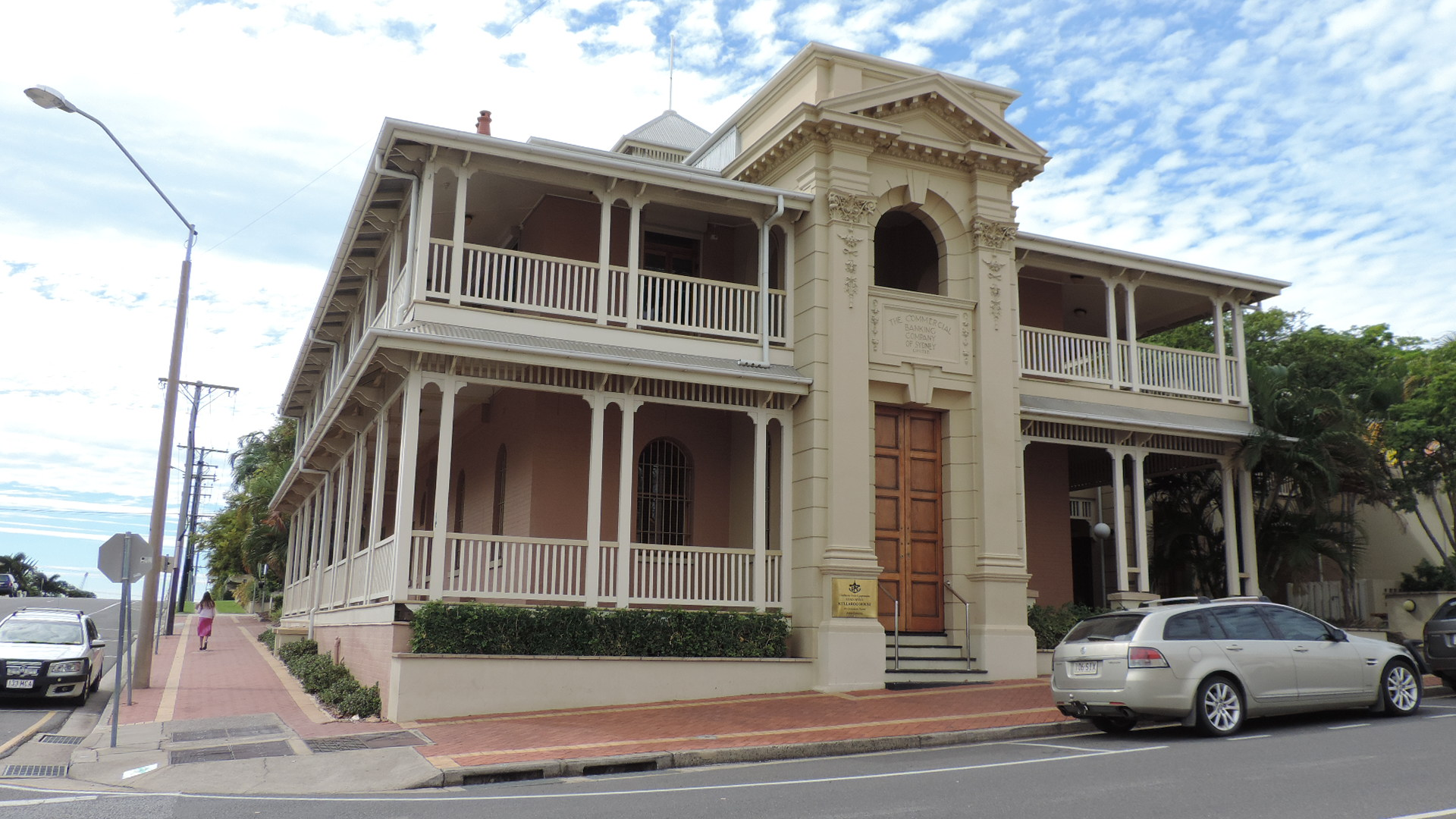
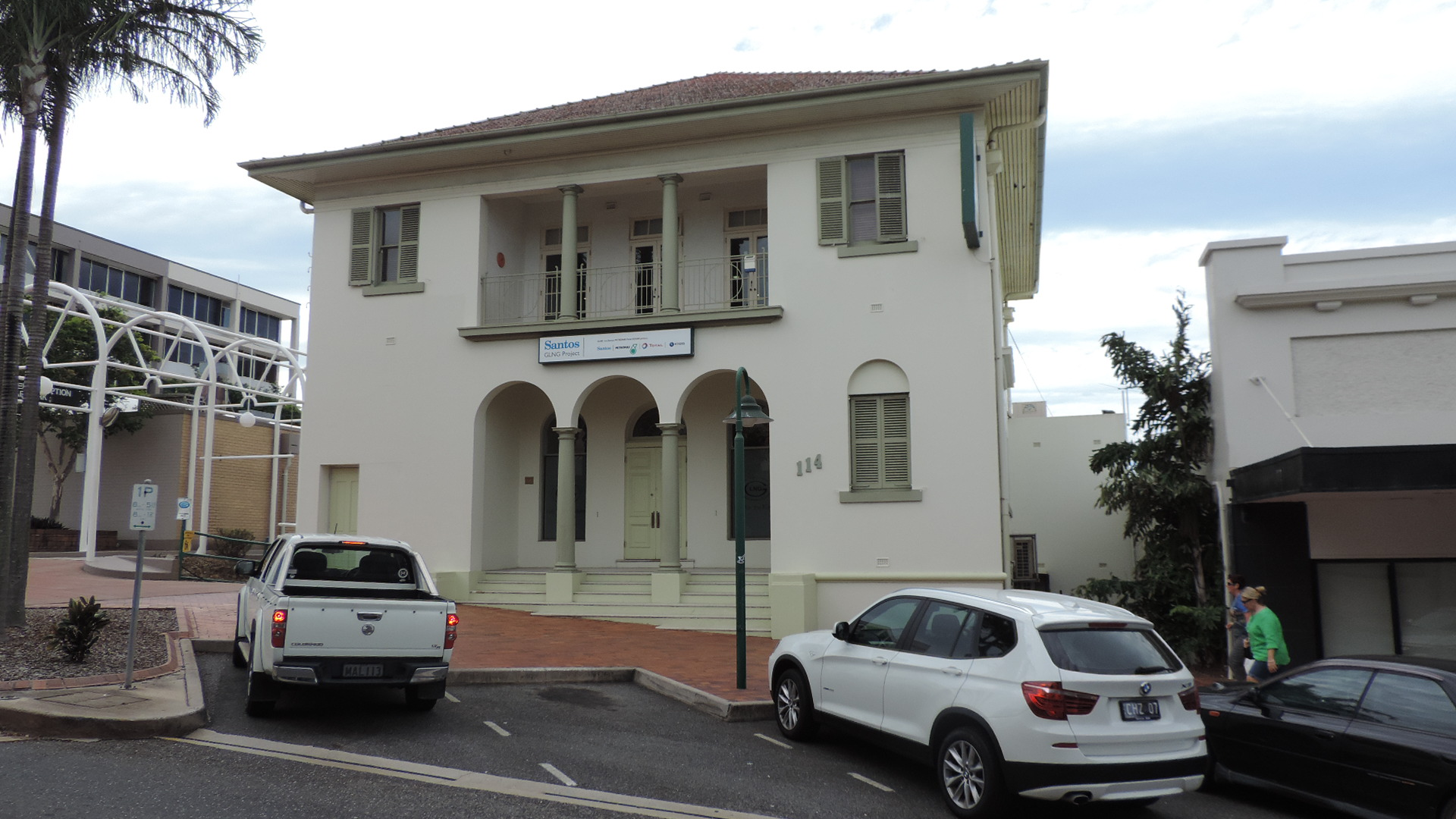
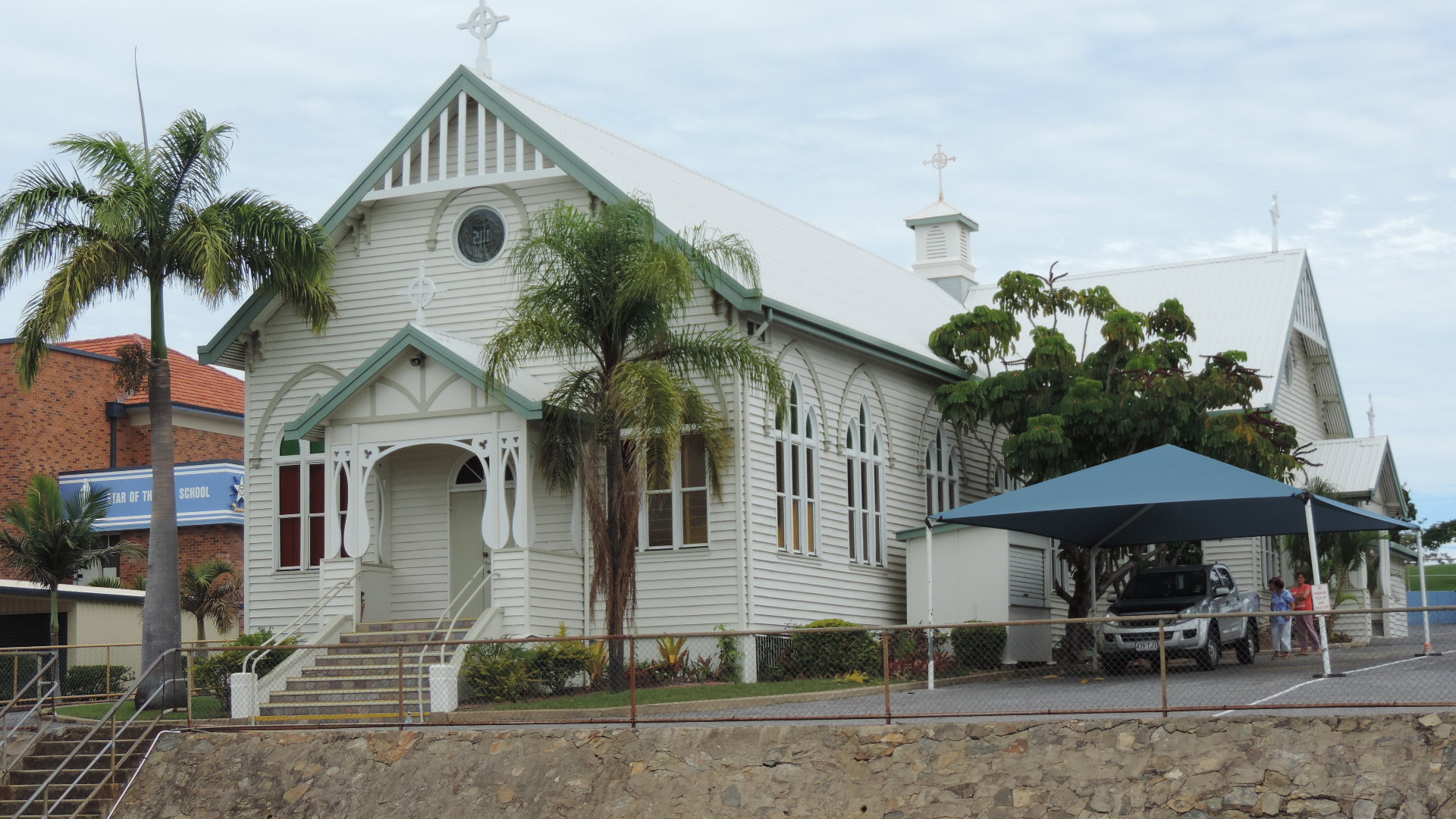
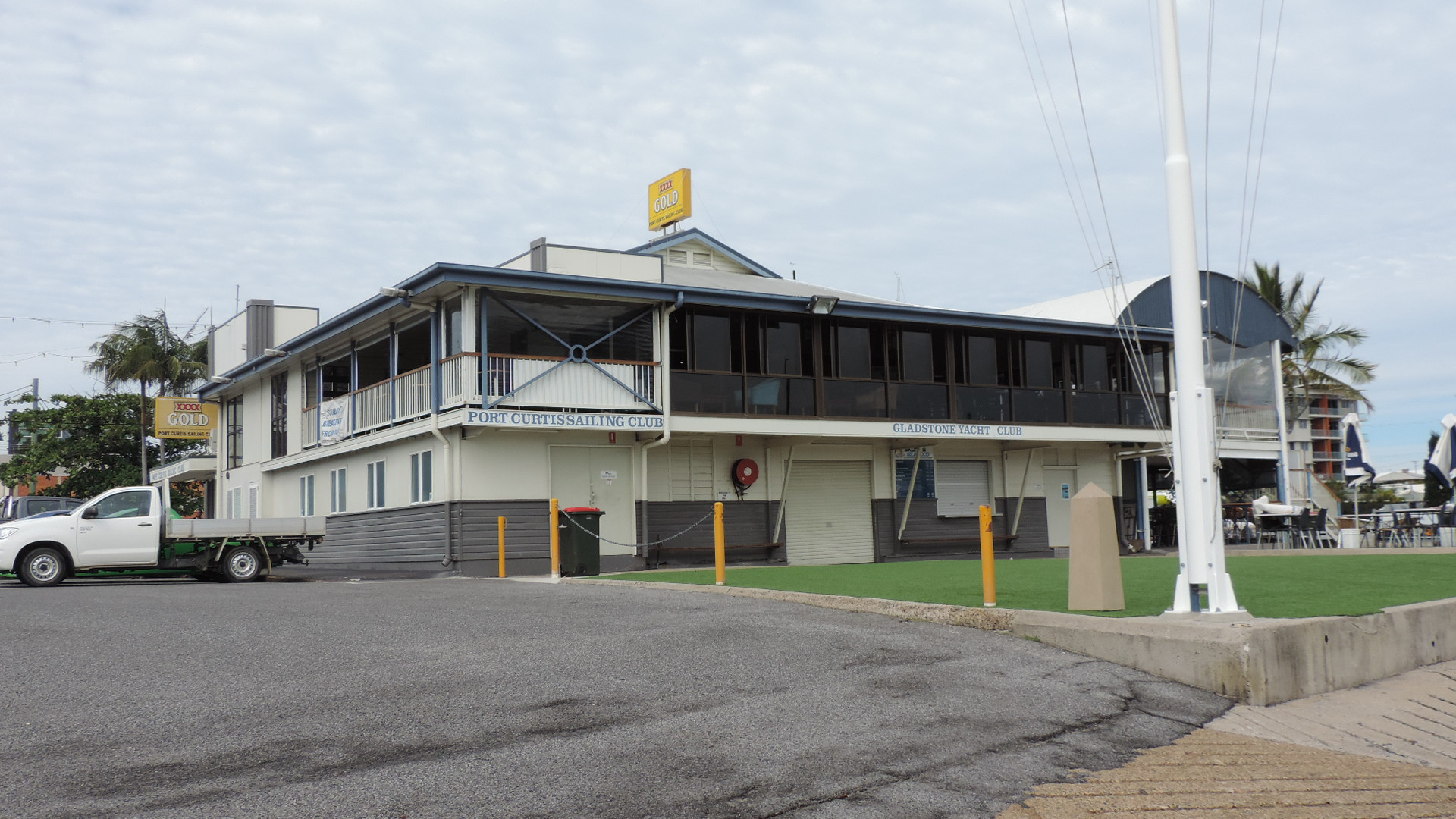
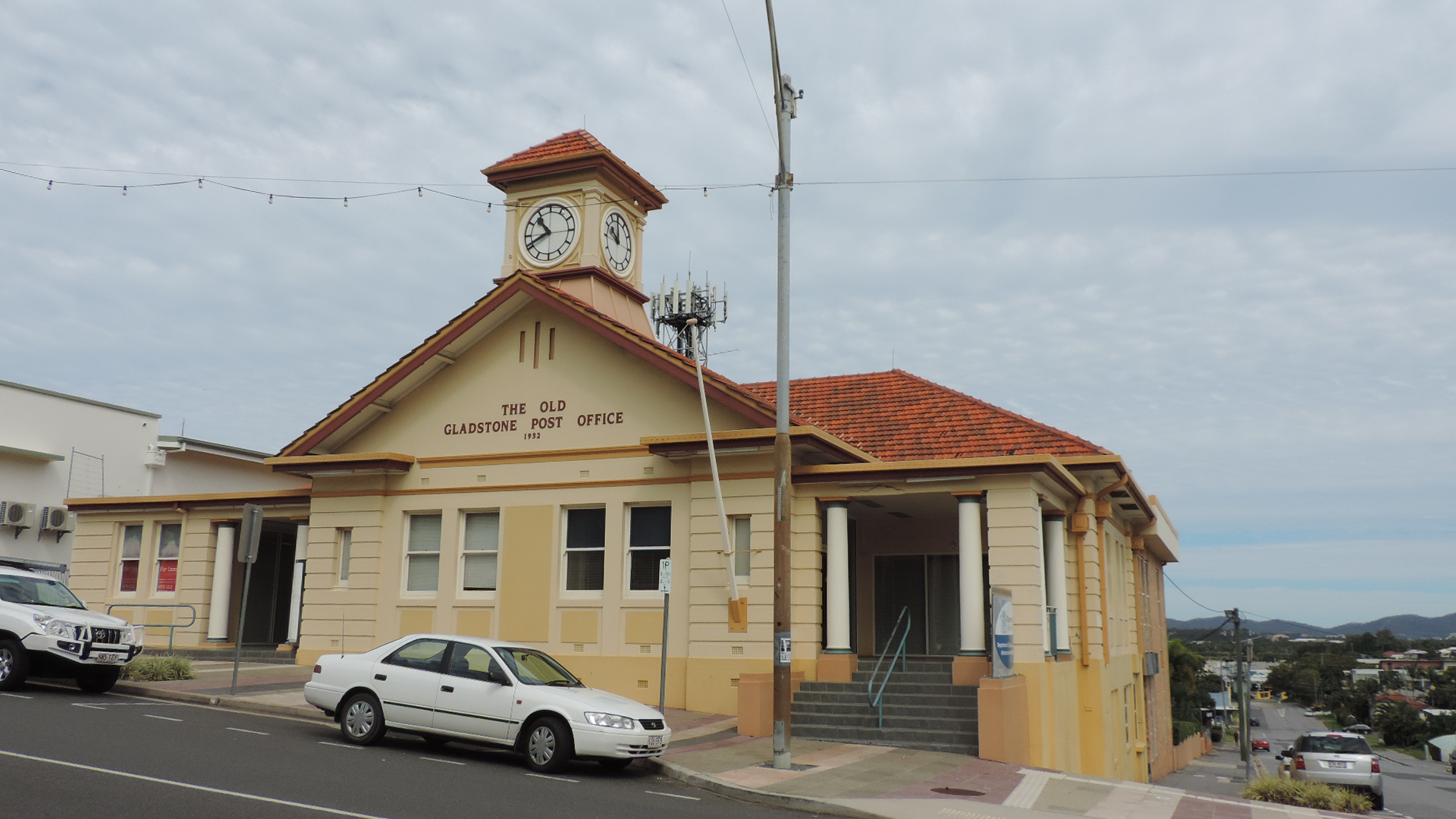

## توأمة
لجلادستون اتفاقيات توأمة مع:
- سايكي

## أعلام
- كيت ميلر-هايدكه
- بريندون غيب
- جاك كارترايت
- بيلي وارد
- مارك تشيشولم
- توني مارتن
- كين هوف